# Eddie Palmieri
Eddie Palmieri (Harlem, Nova York, 15 de desembre de 1936 - Hackensack (Nova Jersey), 6 d'agost de 2025) va ser un pianista, director d'orquestra, músic i compositor estatunidenc d'ascendència corsa i porto-riquenya. Va ser el fundador de les bandes 'La Perfecta', 'La Perfecta II' i 'Harlem River Drive'.
Durant la seva trajectòria professional, Palmieri va gravar més de 35 àlbums. El seu àlbum "The Sun of Latin Music", gravat el 1976, es convertí en una veritable fita. Palmieri va ser guardonat amb un total de nou premis Grammy, el NEA Jazz Màster i el Premi Grammy Llatí a l'Excel·lència Musical, entre altres.